# وليد الحلي
وليد الحلي وهو سياسي و عضو في مجلس النواب العراقي ولد في يوم 23 تشرين الثاني 1951 في مدينة الحلة في العراق، لديه دكتوراة من جامعة بومست في بريطانيا في الكيمياء الصناعية و بكالوريوس في الكيمياء الصناعية من كلية العلوم من جامعة بغداد، أنتخب عضوا لمجلس النواب العراقي في سنة 2010 عن ائتلاف دولة القانون لكنهُ خَسر في انتخابات 2014. في سنة 2018 أعلن انضمامه لإئتلاف النصر التابع لرئيس الوزراء حيدر العبادي.